# Янтіково (Яльчицький район)
Я́нтіково (рос. Янтиково, чув. Аслă Пăла Тимеш) — село у складі Яльчицького району Чувашії, Росія. Адміністративний центр Янтіковського сільського поселення.
Населення — 672 особи (2010; 912 у 2002).
Національний склад:
- чуваші — 100 %